# Svatební svědek
Svatební svědek je osoba, která byla požádána o účast na svatební ceremonii: civilního (jinak řečeno občanského), anebo církevního sňatku. Po uzavření manželství se podepisuje do protokolu o uzavření manželství jako svědek události, čímž svatbu potvrzuje před zákonem.
Svatebního obřadu se účastní dva svatební svědci – jeden za nevěstu a druhý za ženicha.[zdroj⁠?!] Někdy jich může být i více. Podmínkou je, aby byli oba plnoletí. V Česku mají svědci na starost během obřadu občanské průkazy novomanželů. Taktéž se občas část přípravy svatby deleguje na svědky.